# ビスマルク級コルベット
ビスマルク級コルベット （Bismarck Class） はドイツ海軍が建造した2,000トン台の機帆走コルベットで1873年～1875年度海軍計画で6隻が建造された。

## 概要
本級はライプツィヒ級の小型版として設計され、フルカン社造船所と北ドイツ造船所の二箇所で建造された。船体が小型化したために機関と石炭庫が縮小化されて速力と航続性能が若干低下した。備砲は全て15cmライフル砲に統一された。

## 艦形と武装
船体の基本形状は艦首水面下に衝角をもつ鉄骨木皮の船体に3本のバーク式マストと中央部に帆走時には伸縮する1本煙突を持つ当時の一般的な蒸気船の形態で、艦橋は2番煙突の後方にあった。生存性確保のために船体は9つの水密区画に分かれ、機関区の底は二重底となっていた。修理ドックの少ない海外で使用するために水面下には腐食や汚れの付きにくい亜鉛板が貼られた。
主砲の15ｃｍ（22口径）単装砲を舷側の砲門部に片舷8基ずつ計16基を配置された。

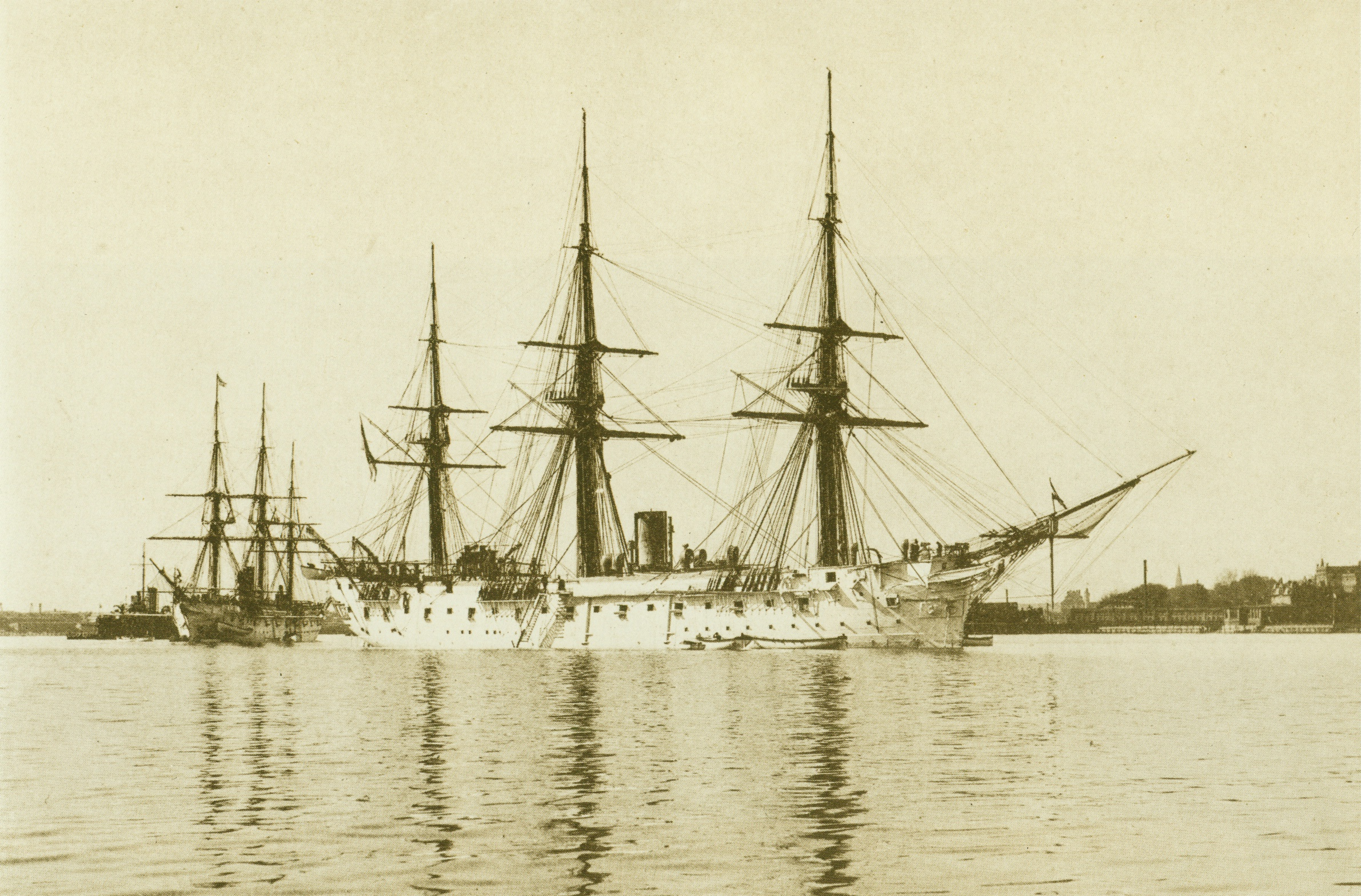
右舷から撮られた「モルトケ」
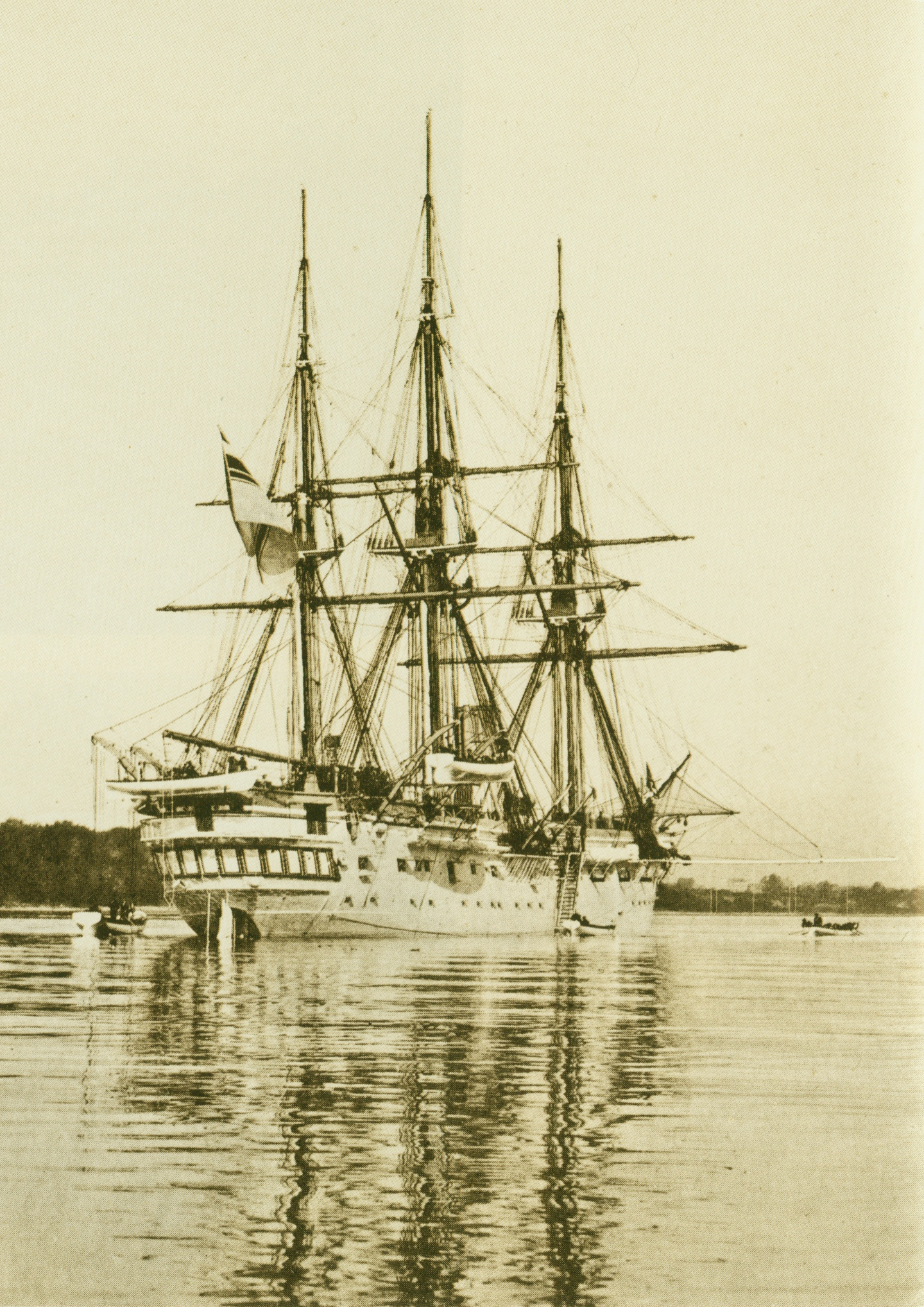
艦尾から撮られた「モルトケ」
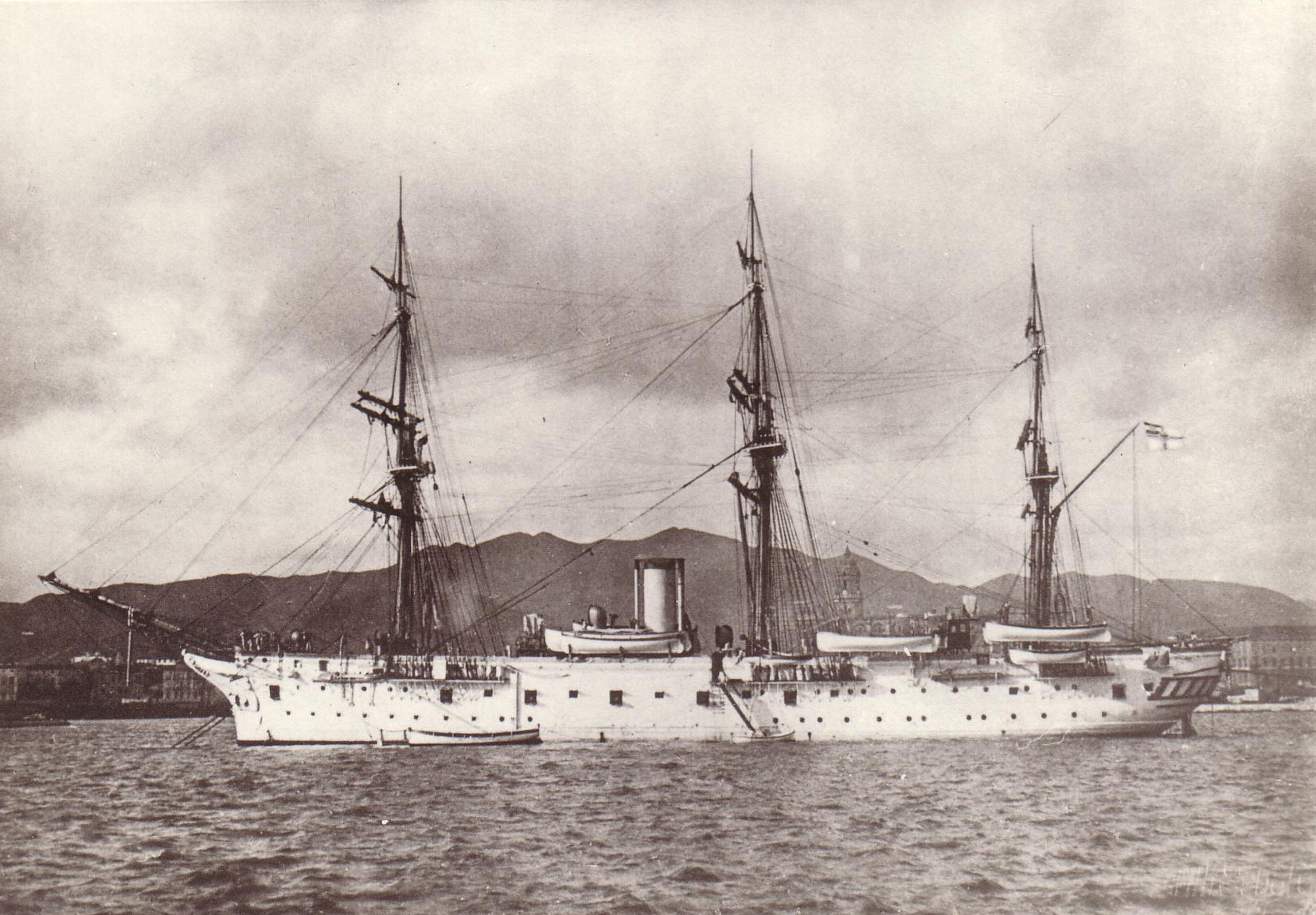
左舷から撮られた「グナイゼナウ」

## 同型艦
- ビスマルク（Leipzig）
- ブリュッヒャー（Blücher）
- シュトッシュ（Stosch）
- モルトケ（Moltke）
- グナイゼナウ（Gneisenau）
- シュタイン（Stein）

## 参考図書
「世界の艦船増刊第60集　ドイツ巡洋艦史」（海人社）